# حشره‌خوار گوش‌کوچک یوکاتان
 حشره‌خوار گوش‌کوچک یوکاتان (نام علمی: Cryptotis mayensis) نام یک گونه از سرده حشره‌خوار گوش‌کوچک است.